# Championnat du monde de Formule 1 1953
Navigation
1952 1954
Le championnat du monde des conducteurs 1953 a été remporté pour la deuxième année consécutive par l'Italien Alberto Ascari sur Ferrari. Pour la seconde année consécutive, il fut disputé sous la réglementation Formule 2 (2 litres) en raison de la défection des constructeurs de Formule 1.

## Règlement sportif
- Seuls les 4 meilleurs résultats sont retenus.
- L'attribution des points se fait selon le barème 8, 6, 4, 3 et 2 points avec 1 point pour l'auteur du meilleur tour en course.
- Plusieurs pilotes peuvent se relayer au volant d'une même voiture. Les points sont alors divisés, sans tenir compte du nombre de tours bouclés par chacun.

## Règlement technique
- Moteurs atmosphériques : 2 000 cm³
- Moteurs suralimentés : 500 cm3

À l'exception des 500 miles d'Indianapolis (Formule internationale), la réglementation technique est celle de la Formule 2, aucune épreuve de Formule 1 n'étant inscrite au championnat.

## Principaux engagés
La principale équipe du championnat reste la Scuderia Ferrari avec quatre voitures officielles engagées à temps plein. Le champion du monde Alberto Ascari est toujours épaulé par son ami Luigi Villoresi ainsi que par le vétéran Giuseppe Farina. Par contre, Piero Taruffi a cédé sa place au jeune espoir anglais Mike Hawthorn, révélation de la saison 1952 au volant de sa Cooper. 
Pour donner la réplique à l'armada Ferrari, les Maserati sont très attendues. Après avoir joué l'Arlésienne durant la majeure partie de l'année précédente, la A6GCM est enfin prête à et on annonce même une évolution (la A6SSG) en cours de saison. Maserati aligne un trio argentin : Juan Manuel Fangio de retour de blessure, José Froilán González et un jeune espoir, Onofre Marimon, auxquels s'ajoute Felice Bonetto.
Liste complète des écuries et pilotes (hors Indianapolis) ayant couru dans le championnat 1953 de Formule 1 organisé par la FIA.
| Écurie                    | Constructeur          | Châssis         | Moteur                                 | Pneus | Pilotes                 | Courses     |
| ------------------------- | --------------------- | --------------- | -------------------------------------- | ----- | ----------------------- | ----------- |
| Officine Alfieri Maserati | Maserati              | A6GCM           | Maserati A6 2.0 L6                     | P     | Juan Manuel Fangio      | 1, 3–9      |
| Officine Alfieri Maserati | Maserati              | A6GCM           | Maserati A6 2.0 L6                     | P     | José Froilán González   | 1, 3-6      |
| Officine Alfieri Maserati | Maserati              | A6GCM           | Maserati A6 2.0 L6                     | P     | Felice Bonetto          | 1, 3, 5–9   |
| Officine Alfieri Maserati | Maserati              | A6GCM           | Maserati A6 2.0 L6                     | P     | Oscar Alfredo Gálvez    | 1           |
| Officine Alfieri Maserati | Maserati              | A6GCM           | Maserati A6 2.0 L6                     | P     | Johnny Claes            | 4           |
| Officine Alfieri Maserati | Maserati              | A6GCM           | Maserati A6 2.0 L6                     | P     | Onofre Marimón          | 4-9         |
| Officine Alfieri Maserati | Maserati              | A6GCM           | Maserati A6 2.0 L6                     | P     | Hermann Lang            | 8           |
| Officine Alfieri Maserati | Maserati              | A6GCM           | Maserati A6 2.0 L6                     | P     | Sergio Mantovani        | 9           |
| Officine Alfieri Maserati | Maserati              | A6GCM           | Maserati A6 2.0 L6                     | P     | Luigi Musso             | 9           |
| Scuderia Ferrari          | Ferrari               | 500 553         | Ferrari 500 2.0 L4 Ferrari 553 2.0 L4  | P     | Alberto Ascari          | 1, 3-9      |
| Scuderia Ferrari          | Ferrari               | 500 553         | Ferrari 500 2.0 L4 Ferrari 553 2.0 L4  | P     | Giuseppe Farina         | 1, 3-9      |
| Scuderia Ferrari          | Ferrari               | 500 553         | Ferrari 500 2.0 L4 Ferrari 553 2.0 L4  | P     | Luigi Villoresi         | 1, 3-9      |
| Scuderia Ferrari          | Ferrari               | 500 553         | Ferrari 500 2.0 L4 Ferrari 553 2.0 L4  | P     | Mike Hawthorn           | 1, 3-9      |
| Scuderia Ferrari          | Ferrari               | 500 553         | Ferrari 500 2.0 L4 Ferrari 553 2.0 L4  | P     | Umberto Maglioli        | 9           |
| Scuderia Ferrari          | Ferrari               | 500 553         | Ferrari 500 2.0 L4 Ferrari 553 2.0 L4  | P     | Piero Carini            | 9           |
| Cooper Car Company        | Cooper                | T20 T23 T21     | Bristol BS1 2.0 L6 Alta GP 2.5 L4      | D     | Alan Brown              | 1           |
| Cooper Car Company        | Cooper                | T20 T23 T21     | Bristol BS1 2.0 L6 Alta GP 2.5 L4      | D     | John Barber             | 1           |
| Cooper Car Company        | Cooper                | T20 T23 T21     | Bristol BS1 2.0 L6 Alta GP 2.5 L4      | D     | Adolfo Schwelm Cruz     | 1           |
| Cooper Car Company        | Cooper                | T20 T23 T21     | Bristol BS1 2.0 L6 Alta GP 2.5 L4      | D     | Stirling Moss           | 5, 7, 9     |
| Équipe Gordini            | Gordini Simca-Gordini | Type 16 Type 15 | Gordini 20 2.0 L6 Gordini 1500 1.5 L4  | E     | Robert Manzon           | 1           |
| Équipe Gordini            | Gordini Simca-Gordini | Type 16 Type 15 | Gordini 20 2.0 L6 Gordini 1500 1.5 L4  | E     | Harry Schell            | 1, 3-7, 9   |
| Équipe Gordini            | Gordini Simca-Gordini | Type 16 Type 15 | Gordini 20 2.0 L6 Gordini 1500 1.5 L4  | E     | Maurice Trintignant     | 1, 3-9      |
| Équipe Gordini            | Gordini Simca-Gordini | Type 16 Type 15 | Gordini 20 2.0 L6 Gordini 1500 1.5 L4  | E     | Jean Behra              | 1, 4-8      |
| Équipe Gordini            | Gordini Simca-Gordini | Type 16 Type 15 | Gordini 20 2.0 L6 Gordini 1500 1.5 L4  | E     | Carlos Menditéguy       | 1           |
| Équipe Gordini            | Gordini Simca-Gordini | Type 16 Type 15 | Gordini 20 2.0 L6 Gordini 1500 1.5 L4  | E     | Pablo Birger            | 1           |
| Équipe Gordini            | Gordini Simca-Gordini | Type 16 Type 15 | Gordini 20 2.0 L6 Gordini 1500 1.5 L4  | E     | Roberto Mieres          | 3, 5, 9     |
| Équipe Gordini            | Gordini Simca-Gordini | Type 16 Type 15 | Gordini 20 2.0 L6 Gordini 1500 1.5 L4  | E     | Fred Wacker             | 4           |
| Écurie Rosier             | Ferrari               | 500             | Ferrari 500 2.0 L4                     | D     | Louis Rosier            | 3-7, 9      |
| Écurie Rosier             | Ferrari               | 500             | Ferrari 500 2.0 L4                     | E     | Louis Rosier            | 8           |
| Emmanuel de Graffenried   | Maserati              | A6GCM           | Maserati A6 2.0 L6                     | P     | Emmanuel de Graffenried | 3-9         |
| Connaught Engineering     | Connaught             | Type A          | Lea-Francis 2.0 L4                     | D     | Roy Salvadori           | 3, 5-7, 9   |
| Connaught Engineering     | Connaught             | Type A          | Lea-Francis 2.0 L4                     | D     | Kenneth McAlpine        | 3, 6-7, 9   |
| Connaught Engineering     | Connaught             | Type A          | Lea-Francis 2.0 L4                     | D     | Stirling Moss           | 3           |
| Connaught Engineering     | Connaught             | Type A          | Lea-Francis 2.0 L4                     | D     | Prince Bira             | 5-7         |
| Connaught Engineering     | Connaught             | Type A          | Lea-Francis 2.0 L4                     | D     | Jack Fairman            | 9           |
| Écurie Belge              | Connaught             | Type A          | Lea-Francis 2.0 L4                     | E     | Johnny Claes            | 3, 5, 7, 9  |
| Écurie Belge              | Connaught             | Type A          | Lea-Francis 2.0 L4                     | E     | André Pilette           | 4           |
| Ken Wharton               | Cooper                | T23             | Bristol BS1 2.0 L6                     | D     | Ken Wharton             | 3, 5-6, 8-9 |
| Hersham and Walton Motors | HWM                   | 53              | Alta GP 2.5 L4                         | D     | Peter Collins           | 3-6         |
| Hersham and Walton Motors | HWM                   | 53              | Alta GP 2.5 L4                         | D     | Lance Macklin           | 3-6, 8-9    |
| Hersham and Walton Motors | HWM                   | 53              | Alta GP 2.5 L4                         | D     | Paul Frère              | 4, 8        |
| Hersham and Walton Motors | HWM                   | 53              | Alta GP 2.5 L4                         | D     | Yves Giraud-Cabantous   | 5, 9        |
| Hersham and Walton Motors | HWM                   | 53              | Alta GP 2.5 L4                         | D     | Duncan Hamilton         | 6           |
| Hersham and Walton Motors | HWM                   | 53              | Alta GP 2.5 L4                         | D     | Jack Fairman            | 6           |
| Hersham and Walton Motors | HWM                   | 53              | Alta GP 2.5 L4                         | D     | Albert Scherrer         | 8           |
| Hersham and Walton Motors | HWM                   | 53              | Alta GP 2.5 L4                         | D     | John Fitch              | 9           |
| Georges Berger            | Simca-Gordini         | Type 15         | Gordini 1500 1.5 L4                    | E     | Georges Berger          | 4           |
| Arthur Legat              | Veritas               | Meteor          | Veritas 2.0 L6                         | E     | Arthur Legat            | 4           |
| Écurie Francorchamps      | Ferrari               | 500             | Ferrari 500 2.0 L4                     | E     | Jacques Swaters         | 4, 7-8      |
| Écurie Francorchamps      | Ferrari               | 500             | Ferrari 500 2.0 L4                     | E     | Charles de Tornaco      | 4           |
| Louis Chiron              | O.S.C.A.              | 20              | O.S.C.A. 2000 2.0 L6                   | P     | Louis Chiron            | 5, 9        |
| Élie Bayol                | O.S.C.A.              | 20              | O.S.C.A. 2000 2.0 L6                   | P     | Élie Bayol              | 5           |
| Bob Gerard                | Cooper                | T23             | Bristol BS1 2.0 L6                     | D     | Bob Gerard              | 5-6         |
| Rob Walker Racing Team    | Connaught             | Type A          | Lea-Francis 2.0 L4                     | D     | Tony Rolt               | 6           |
| Ecurie Ecosse             | Connaught Cooper      | Type A T20      | Lea-Francis 2.0 L4 Bristol BS1 2.0 L6  | D     | Ian Stewart             | 6           |
| Ecurie Ecosse             | Connaught Cooper      | Type A T20      | Lea-Francis 2.0 L4 Bristol BS1 2.0 L6  | D     | Jimmy Stewart           | 6           |
| RJ Chase                  | Cooper                | T23             | Bristol BS1 2.0 L6                     | D     | Alan Brown              | 6           |
| Atlantic Stable           | Cooper                | T24             | Alta GP 2.5 L4                         | D     | Peter Whitehead         | 6           |
| Tony Crook                | Cooper                | T20             | Bristol BS1 2.0 L6                     | D     | Tony Crook              | 6           |
| Hans Stuck                | AFM                   | 6               | Bristol BS1 2.0 L6                     | D     | Hans Stuck              | 7, 9        |
| Wolfgang Seidel           | Veritas               | RS              | Veritas 2.0 L6                         | D     | Wolfgang Seidel         | 7           |
| Willi Heeks               | Veritas               | Meteor          | Veritas 2.0 L6                         | D     | Willi Heeks             | 7           |
| Theo Helfrich             | Veritas               | RS              | Veritas 2.0 L6                         | D     | Theo Helfrich           | 7           |
| Oswald Karch              | Veritas               | RS              | Veritas 2.0 L6                         | D     | Oswald Karch            | 7           |
| Helmut Niedermayr         | AFM                   | U8              | BMW 328 2.0 L6                         | D     | Theo Fitzau             | 7           |
| Ernst Loof                | Veritas               | Meteor          | Veritas 2.0 L6                         | D     | Ernst Loof              | 7           |
| Hans Herrmann             | Veritas               | Meteor          | Veritas 2.0 L6                         | D     | Hans Herrmann           | 7           |
| Erwin Bauer               | Veritas               | RS              | Veritas 2.0 L6                         | D     | Erwin Bauer             | 7           |
| Écurie Espadon            | Ferrari               | 166 C 500       | Ferrari 125 1.5 V12 Ferrari 500 2.0 L4 | P     | Kurt Adolff             | 7           |
| Écurie Espadon            | Ferrari               | 166 C 500       | Ferrari 125 1.5 V12 Ferrari 500 2.0 L4 | P     | Peter Hirt              | 8           |
| Écurie Espadon            | Ferrari               | 166 C 500       | Ferrari 125 1.5 V12 Ferrari 500 2.0 L4 | P     | Max de Terra            | 8           |
| Rennkollektiv EMW         | EMW                   | R2              | EMW 6 2.0 L6                           | D     | Edgar Barth             | 7           |
| Dora Greifzu              | BMW                   | Greifzu         | BMW 328 2.0 L6                         | D     | Rudolf Krause           | 7           |
| Ernst Klodwig             | BMW                   | Heck            | BMW 328 2.0 L6                         | D     | Ernst Klodwig           | 7           |
| Equipe Anglaise           | Cooper                | T23             | Bristol BS1 2.0 L6                     | D     | Alan Brown              | 7, 9        |
| Rodney Nuckey             | Cooper                | T23             | Bristol BS1 2.0 L6                     | D     | Rodney Nuckey           | 7           |
| Günther Bechem            | AFM                   | 50-5            | BMW 328 2.0 L6                         | D     | Günther Bechem          | 7           |
| Escuderia Bandeirantes    | Maserati              | A6GCM           | Maserati A6 2.0 L6                     | P     | Chico Landi             | 8           |
| Scuderia Milano           | Maserati              | A6GCM           | Maserati A6 2.0 L6                     | P     | Chico Landi             | 9           |
| Scuderia Milano           | Maserati              | A6GCM           | Maserati A6 2.0 L6                     | P     | Prince Bira             | 9           |
| O.S.C.A.                  | O.S.C.A.              | 20              | O.S.C.A. 2000 2.0 L6                   | P     | Élie Bayol              | 9           |

## Résumé du championnat
Alberto Ascari, champion du monde en titre, commence la saison en Argentine avec une victoire impériale devant Villoresi, menant la course de bout en bout tandis que ses deux principaux rivaux, Farina et Fangio, sont contraints à l'abandon. Ascari poursuit son cavalier seul au milieu des dunes de Zandvoort en s'imposant cette fois devant Farina. Du côté de Maserati, c'est à nouveau la consternation avec un deuxième abandon de Fangio, seul Gonzalez parvenant à assurer une place sur le podium, très loin des Ferrari.
À Spa-Francorchamps, si le résultat est classique (Ascari remporte son neuvième succès consécutif), le scénario l'est moins, les Maserati A6SSG de Fangio et Gonzalez s'étant montrées de crédibles rivales pour Ferrari avant d'abandonner. La montée en puissance de la marque au trident se confirme à Reims au terme d'un duel Ferrari-Maserati que certains journalistes amateurs d'hyperbole qualifieront de "course du siècle". Mais alors que Fangio avait enfin réussi à surclasser Ascari, il se fait surprendre dans le dernier virage par un dépassement de Mike Hawthorn. Ascari n'est pas invincible, la Scuderia, elle, le reste. 
À Silverstone, Ascari renoue avec la victoire et continue à creuser l'écart au championnat. Il est moins heureux en Allemagne où une casse mécanique met fin à son cavalier seul, Farina conservant l'invincibilité des Ferrari. Ascari est de retour sur la plus haute marche du podium en Suisse ce qui lui assure son deuxième titre de champion du monde consécutif.
Le Grand Prix d'Espagne (prévu le 26 octobre) ayant été annulé à la suite du forfait de la Scuderia Ferrari, le championnat se clôt le 13 septembre à Monza, sur un circuit de haute vitesse et d'aspiration comparable à celui de Reims-Gueux. C'est l'occasion de revoir les Maserati lutter pour la victoire. Contrairement à ce qui s'était passé en France, Fangio sort vainqueur du sprint l'opposant aux Ferrari de Farina et Ascari et offre à Maserati sa première victoire en championnat du monde.

## Grands Prix de la saison 1953
| N° | Date         | Grand Prix                    | Circuit           | Vainqueur          | Voiture            | Résumé            |
| 24 | 18 janvier   | Grand Prix d'Argentine        | Buenos Aires      | Alberto Ascari     | Ferrari            | Résumé            |
| 25 | 30 mai       | Indianapolis 500              | Indianapolis      | Bill Vukovich      | Kurtis-Offenhauser | Résumé            |
| 26 | 7 juin       | Grand Prix des Pays-Bas       | Zandvoort         | Alberto Ascari     | Ferrari            | Résumé            |
| 27 | 21 juin      | Grand Prix de Belgique        | Spa-Francorchamps | Alberto Ascari     | Ferrari            | Résumé            |
| 28 | 5 juillet    | Grand Prix de France          | Reims-Gueux       | Mike Hawthorn      | Ferrari            | Résumé            |
| 29 | 18 juillet   | Grand Prix de Grande-Bretagne | Silverstone       | Alberto Ascari     | Ferrari            | Résumé            |
| 30 | 2 août       | Grand Prix d'Allemagne        | Nürburgring       | Giuseppe Farina    | Ferrari            | Résumé            |
| 31 | 23 août      | Grand Prix de Suisse          | Bremgarten        | Alberto Ascari     | Ferrari            | Résumé            |
| 32 | 13 septembre | Grand Prix d'Italie           | Monza             | Juan Manuel Fangio | Maserati           | Résumé            |
| -  | 26 octobre   | Grand Prix d'Espagne          | Pedralbes         | Grand Prix annulé  | Grand Prix annulé  | Grand Prix annulé |

- Après le Grand Prix de Suisse, huitième épreuve de la saison, Enzo Ferrari annonce son retrait prochain de la compétition, le Grand Prix d'Italie devant être sa dernière course, sous prétexte de difficultés budgétaires. Le Commandatore reviendra finalement sur sa décision, le gouvernement italien promettant des primes substantielles aux constructeurs présentant de nouvelles Formules 1. Toutefois, le forfait annoncé de la Scuderia Ferrari au Grand Prix d'Espagne a incité les organisateurs barcelonnais à annuler l'épreuve[3].

## Classement des pilotes
| Classement | Pilote                  | Pays        | Voiture            | Nombre de points |
| ---------- | ----------------------- | ----------- | ------------------ | ---------------- |
| 1er        | Alberto Ascari          | Italie      | Ferrari            | 34,5 (46,5)      |
| 2e         | Juan Manuel Fangio      | Argentine   | Maserati           | 28 (29,5)        |
| 3e         | Giuseppe Farina         | Italie      | Ferrari            | 26 (32)          |
| 4e         | Mike Hawthorn           | Royaume-Uni | Ferrari            | 19 (27)          |
| 5e         | Luigi Villoresi         | Italie      | Ferrari            | 17               |
| 6e         | José Froilán González   | Argentine   | Maserati           | 13,5 (14,5)      |
| 7e         | Bill Vukovich           | États-Unis  | Kurtis-Offenhauser | 9                |
| 8e         | Emmanuel de Graffenried | Suisse      | Maserati           | 7                |
| 9e         | Felice Bonetto          | Italie      | Maserati           | 6,5              |
| 10e        | Art Cross               | États-Unis  | Kurtis-Offenhauser | 6                |
| 11e        | Onofre Marimón          | Argentine   | Maserati           | 4                |
| 12e        | Maurice Trintignant     | France      | Gordini            | 4                |
| 13e        | Jack McGrath            | États-Unis  | Kurtis-Offenhauser | 2                |
| 14e        | Sam Hanks               | États-Unis  | Kurtis-Offenhauser | 2                |
| 15e        | Duane Carter            | États-Unis  | Kurtis-Offenhauser | 2                |
| 16e        | Oscar Alfredo Gálvez    | Argentine   | Maserati           | 2                |
| 17e        | Hermann Lang            | Allemagne   | Maserati           | 2                |
| 18e        | Fred Agabashian         | États-Unis  | Kurtis-Offenhauser | 1,5              |
| 18e        | Paul Russo              | États-Unis  | Kurtis-Offenhauser | 1,5              |

## Liste des Grands Prix disputés cette saison ne comptant pas pour le championnat du monde de Formule 1
| Nom                                      | Circuit              | Date         | Vainqueur            | Constructeur          |
| ---------------------------------------- | -------------------- | ------------ | -------------------- | --------------------- |
| IIIe Grand Prix de Syracuse              | Syracuse             | 22 mars      | Toulo de Graffenried | Maserati              |
| XIVe Grand Prix de Pau                   | Pau                  | 6 avril      | Alberto Ascari       | Ferrari               |
| Ve Lavant Cup                            | Goodwood             | 6 avril      | Toulo de Graffenried | Maserati              |
| IIe Aston Martin Owners Club F2 Race     | Snetterton           | 18 avril     | Eric Thompson        | Connaught-Lea Francis |
| IIIe Grand Prix de Bordeaux              | Bordeaux             | 3 mai        | Alberto Ascari       | Ferrari               |
| Ier Strassen-Rennen Karl-Marx-Stadt      | Karl-Marx-Stadt      | 3 mai        | Rudolf Krause        | Greifzu Reif          |
| Ve BRDC International Trophy             | Silverstone          | 9 mai        | Mike Hawthorn        | Ferrari               |
| XVe Eläintarhanajot                      | Eläintarharata       | 10 mai       | Rodney Nuckey        | Cooper-Bristol        |
| VIe Grand Prix automobile de Naples      | Posillipo            | 10 mai       | Giuseppe Farina      | Ferrari               |
| VIIe Ulster Trophy                       | Dundrod              | 16 mai       | Mike Hawthorn        | Ferrari               |
| Ier Winfield JC Formula 2 Race           | Charterhall          | 23 mai       | Ken Wharton          | Cooper-Climax         |
| IIIe Coronation Trophy                   | Crystal Palace       | 23 mai       | Tony Rolt            | Connaught-Lea Francis |
| XXIIIe Grand Prix des Frontières         | Chimay               | 24 mai       | Maurice Trintignant  | Gordini               |
| Ier Snetterton Coronation Trophy         | Snetterton           | 30 mai       | Tony Rolt            | Connaught-Lea Francis |
| XVIIe ADAC Eifelrennen                   | Nürburgring          | 31 mai       | Toulo de Graffenried | Maserati              |
| XVe Grand Prix de l'Albigeois            | Albi                 | 31 mai       | Louis Rosier         | Ferrari               |
| Ire Coupe de Printemps                   | Montlhéry            | 31 mai       | Marcel Balsa         | BMW                   |
| Ier Paul Greifzu Gedachtnisrennen        | Dessau               | 7 juin       | Edgar Barth          | EMW                   |
| IIe West Essex CC Race                   | Snetterton           | 27 juin      | Kenneth McAlpine     | Connaught-Lea Francis |
| Ier Midlands MECC Race                   | Silverstone          | 27 juin      | Tony Crook           | Cooper-Alta           |
| IIIe Grand Prix de Rouen-les-Essarts     | Rouen-les-Essarts    | 28 juin      | Giuseppe Farina      | Ferrari               |
| IVe Strassen-rennen Halle-Saale-Schleife | Halle-Saale-Schleife | 5 juillet    | Edgar Barth          | EMW                   |
| Ier Crystal Palace Trophy                | Crystal Palace       | 11 juillet   | Tony Rolt            | Connaught-Lea Francis |
| IXe Internationales Avusrennen           | AVUS                 | 12 juillet   | Jacques Swaters      | Ferrari               |
| IIe United States Air Force Trophy       | Snetterton           | 25 juillet   | Tony Rolt            | Connaught-Lea Francis |
| Ve Circuit du Lac                        | Aix-les-Bains        | 26 juillet   | Élie Bayol           | O.S.C.A.              |
| Ier Dresden Autobahnspinne               | Dresden-Hellerau     | 26 juillet   | Edgar Barth          | EMW                   |
| Ier Bristol MC & LCC Race                | Thruxton             | 3 août       | Tony Rolt            | Connaught-Lea Francis |
| Ier Mid-Cheshire MC Race                 | Oulton Park          | 8 août       | Tony Rolt            | Connaught-Lea Francis |
| IIIe Grand Prix des Sables-d'Olonne      | Les Sables-d'Olonne  | 9 août       | Louis Rosier         | Ferrari               |
| IIe Newcastle Journal Trophy             | Charterhall          | 15 août      | Ken Wharton          | Cooper-Bristol        |
| Ve Circuit de Cadours                    | Cadours              | 30 août      | Maurice Trintignant  | Gordini               |
| Ve Sachsenringrennen                     | Sachsenring          | 6 septembre  | Edgar Barth          | EMW-BMW               |
| Ier RedeX Trophy                         | Snetterton           | 12 septembre | Eric Thompson        | Connaught-Lea Francis |
| IIIe Skarpnäcksloppet                    | Skarpnäck            | 13 septembre | Erik Lundgren        | EL Special (en)       |
| IIIe Kanonloppet                         | Karlskoga            | 19 septembre | Erik Lundgren        | EL Special (en)       |
| Ier London Trophy                        | Crystal Palace       | 19 septembre | Stirling Moss        | Cooper-Alta           |
| IVe Grand Prix automobile de Modène      | Modène               | 20 septembre | Juan Manuel Fangio   | Maserati              |
| VIe Madgwick Cup                         | Goodwood             | 26 septembre | Roy Salvadori        | Connaught-Lea Francis |
| IIe Bernau Autobahnschleife              | Bernau               | 27 septembre | Arthur Rosenhammer   | EMW                   |
| IIe Joe Fry Memorial Trophy              | Castle Combe         | 3 octobre    | Bob Gerard           | Cooper-Bristol        |
| Ier Curtis Trophy                        | Snetterton           | 17 octobre   | Bob Gerard           | Cooper-Bristol        |